# Cimitero di Zincirlikuyu
Il Cimitero di Zincirlikuyu (in turco Zincirlikuyu Mezarlığı, dove l'appellativo significa letteralmente "pozzo della catena") è un cimitero moderno che si trova nella parte europea di Istanbul, in Turchia. È amministrato dal Comune Metropolitano di Istanbul. Molte figure di spicco del mondo della politica, degli affari, dello sport e delle arti riposano qui.
Il cimitero si trova sul viale Büyükdere di Zincirlikuyu, nel distretto di Şişli tra i quartieri di Esentepe e Levent. È il primo cimitero di Istanbul stabilito in una struttura contemporanea. L'area in cui si trova il cimitero era rurale fino agli anni '30 e l'insediamento più vicino era a Mecidiyeköy. Quando nel 1935 si decise di fondare un nuovo cimitero fuori città, Zincirlikuyu, raggiungibile sia da Şişli che da Beşiktaş, e con l'opportunità di espandersi, questo fu scelto come luogo più adatto.Progettato nel 1935,il luogo di sepoltura ha raggiunto negli anni 1960 i suoi confini di oggi, in quanto gli insediamenti sorti intorno agli anni '50 impedirono l'ampliamento dell'area cimiteriale. Nel 1973 una parte del cimitero fu espropriata a causa della costruzione della strada di collegamento fra il quartiere di Etiler (Nisbetiye Caddesi) e Buyukdere Caddesi. il cimitero ha una superficie di 0,381 km2, che è completamente occupata, escluse le tombe di famiglia.
Il 2 aprile 2004 all'interno del cimitero è stata aperta al culto una moschea, costruita e donata dall'imprenditore turco İbrahim Bodur. La moschea è stata progettata appositamente per le preghiere funebri, e ha una capacità di 500 persone.
L'unico e primo crematorio della Turchia, costruito nel cimitero di Zincirlikuyu in base alla legge sulla salute pubblica, è stato demolito perché non c'era richiesta di utilizzo e oggi al suo posto si trovano il garage del cimitero e l'edificio della direzione.
L'ufficio dell'Amministrazione dei Cimiteri di Istanbul si trova nell'edificio all'ingresso del cimitero.
Il portale d'ingresso al cimitero, costruito in pietra calcarea, ha un disegno elaborato, costituito da un grande arco affiancato da due archi più bassi. La sua superficie esterna é decorata da piastrelle di ceramica disposte in motivi elaborati. Sopra la porta d'ingresso c'è una citazione dal versetto 57 della 29ª sura (al-ʿAnkabūt) del Corano: Her canlı ölümü tadacaktır ("Ogni essere vivente assaggerà la morte").

## Persone famose sepolte nel cimitero

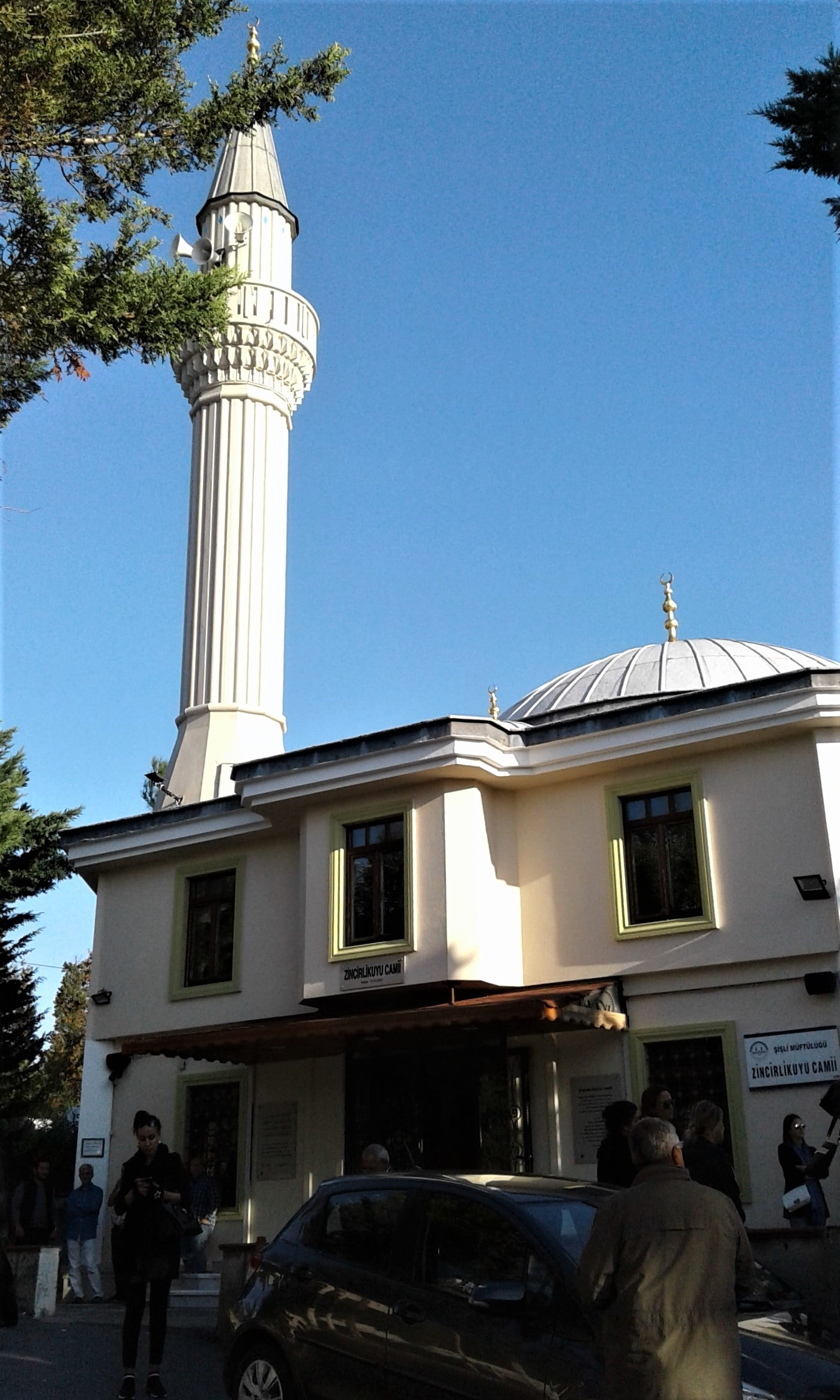
La moschea di Zincirlikuyu nel cimitero omonimo.

### A
- Makbule Abasıyanık (1883-1963), scrittore e filantropo
- Sait Faik Abasıyanık (1906-1954), scrittore di racconti
- Ali Sait Akbaytogan (1872-1950), generale e politico
- Behiye Aksoy (1933-2015), cantante
- Yıldırım Aktuna (1930-2007), psichiatra e politico
- Zeki Alasya (1943-2015), attore e regista
- Sadri Alışık (1925-1995), attore cinematografico
- Cahit Aral (1927-2011), ingegnere ed ex ministro del governo
- Oğuz Aral (1936-2004), vignettista politico
- Mübeccel Argun (1909-1982), sportiva, insegnante di educazione fisica e presentatrice radiofonica
- Duygu Asena (1946-2006), editorialista, autrice di best seller e attivista per i diritti delle donne
- Falih Rıfkı Atay (1894-1971), giornalista, scrittore e politico

### B
- Turhan Baytop (1920-2002), botanico
- Refet Bele (1881 - 1963), generale
- Ekrem Bora (1934-2012), attore cinematografico
- Behice Boran (1910-1987), sociologa marxista, politica e autrice
- Orhan Boran (1928-2012), comico, conduttore radiofonico e televisivo
- Rıza Tevfik Bölükbaşı (1869-1949), filosofo, poeta e politico
- Erol Büyükburç (1936-2015), cantante di musica pop, compositore e attore
- Erol Bulut (1955-2021), pittore romantico surrealista, professore di belle arti

### C-Ç
- Emel Cimcoz (1915-2003), moglie del presidente della Turchia Fahri Korutürk
- İhsan Sabri Çağlayangil (1908-1993), politico, ministro degli affari esteri e presidente del Senato
- Faruk Nafiz Çamlıbel (1898-1973), poeta e politico

### D
- Belgin Doruk (1936-1995), attrice cinematografica

### E
- Nejat Eczacıbaşı (1913-1993), chimico e uomo d'affari
- Şakir Eczacıbaşı (1929-2010), farmacista, fotografo e uomo d'affari
- Çetin Emeç (1935-1990), giornalista
- Refik Erduran (1928-2017), drammaturgo, editorialista e scrittore[5]
- Nihat Erim (1912-1980), giurista, politico e primo ministro
- Muhsin Ertuğrul (1892-1979), attore e regista
- Suphi Ezgi (1869-1962), medico militare e musicologo, compositore

### F
- Fahire Fersan (1900-1997), virtuosa del kemençe classico
- Defne Joy Foster (1975-2011), attrice afroamericana, presentatrice, VJ

### G
- Ayşen Gruda (1944-2019), attrice,[6]
- Cemal Nadir Güler (1902-1947), vignettista,[7]
- Aysel Gürel (1929-2008), attrice e paroliera[8]
- Melahat Gürsel (1900-1975), moglie del quarto presidente della repubblica (1960-1966)[9]
- Müslüm Gürses (1953-2013), cantante e attore

### H
- Fikret Hakan (1934- 2017), attore
- Vahit Melih Halefoğlu (1919-2017), politico e diplomatico[10]

### I-İ

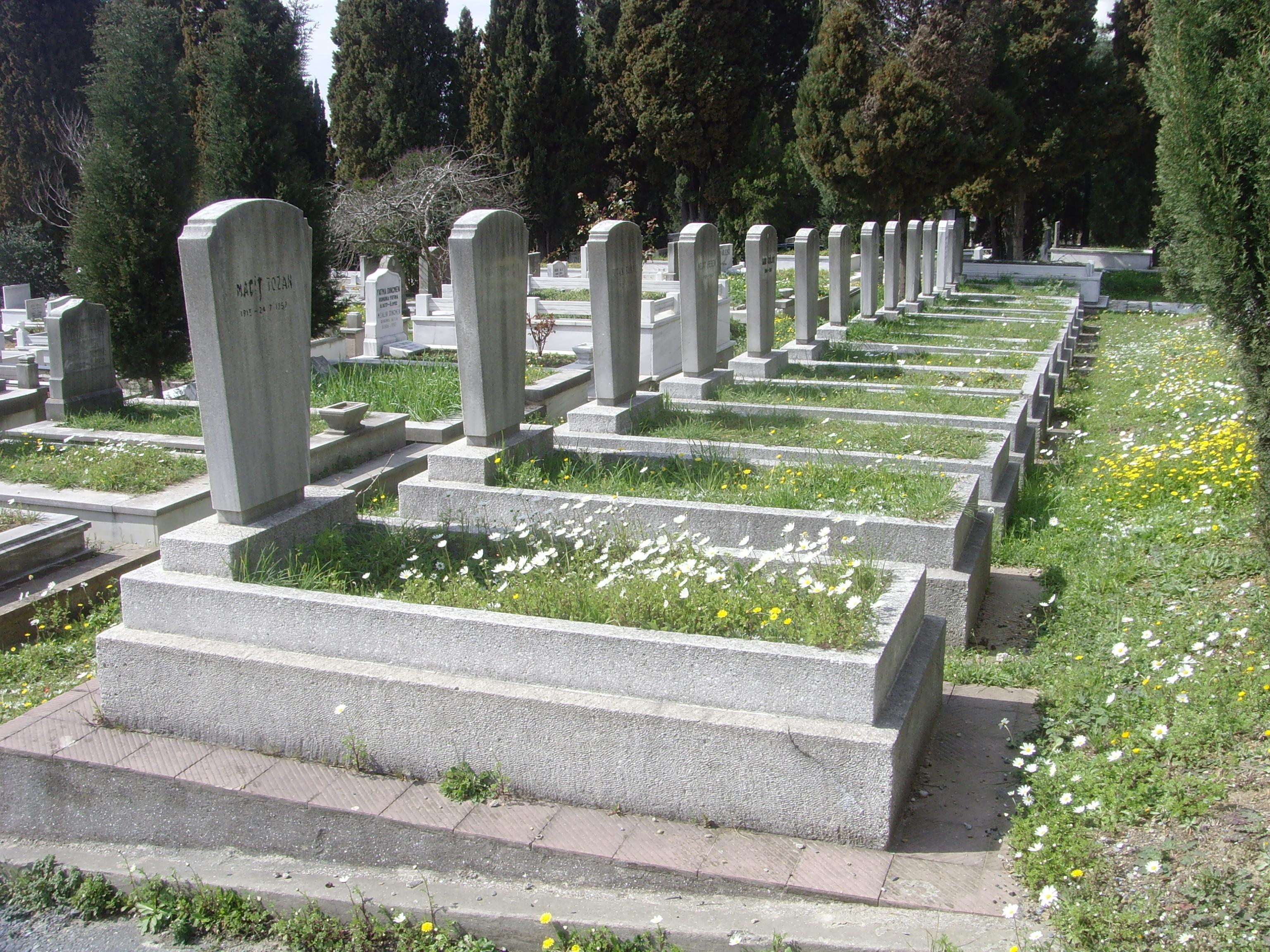
Tombe nel cimitero di Zincirlikuyu

- Rıfat Ilgaz (1911-1993), poeta e scrittore di racconti[11]
- Ayhan Işık (1929-1979), attore cinematografico
- Erdal İnönü (1926-2007), scienziato e statista
- Abdi İpekçi (1929-1979), giornalista e intellettuale
- İsmail Cem İpekçi (1940-2007), politico, giornalista e statista
- Benal Nevzat İstar Arıman (1903-1990), poetessa, scrittrice e politica, una delle prime 18 donne membri del parlamento turco
- Fatma Hikmet İşmen (1918-2006), ingegnere agricolo, politico socialista, ex senatore[12]

### J
- Remzi Aydın Jöntürk (1936-1987), regista, produttore cinematografico, sceneggiatore, pittore e poeta

### K
- Feridun Karakaya (1928-2004), attore comico
- Refik Halit Karay (1888-1965), scrittore e giornalista[13]
- Ömer Kavur (1944-2005), regista, produttore cinematografico e sceneggiatore
- Orhan Kemal (1914-1970), romanziere
- Neriman Köksal (1928-1999), attrice
- Yaşar Kemal (1923-2015), romanziere
- Ali Kılıç[14] (1889-1971), ufficiale dell'esercito ottomano, politico e ufficiale dell'esercito della Repubblica di Turchia
- Dündar Kılıç (1935-1999), boss della mafia
- Suna Kıraç (1941-2020), membro della famiglia Koç, donna d'affari e fondatrice di musei[15]
- Lütfi Kırdar (1887-1961), governatore e sindaco di Istanbul, ministro della sanità e della sicurezza sociale
- Vehbi Koç (1901-1996), imprenditore e un tempo la persona più ricca della Turchia
- Mustafa Koç (1960-2016), uomo d'affari e presidente del più grande conglomerato turco Koç Holding

### M
- Şaziye Moral (1903-1985), attrice teatrale, cinematografica e vocale
- Mahpeyker Hanimsultan (1917-2000), principessa ottomana

### N
- Behçet Necatigil (1916-1979), poeta
- Muhterem Nur (1932-2020), attrice cinematografica e cantante di musica pop

### O-Ö
- Meral Okay (1959-2012), attrice e sceneggiatrice
- Yaman Okay (1951-1993), attore
- Ali Fethi Okyar (1880-1943), diplomatico, politico, primo ministro e presidente del Parlamento
- Vedat Okyar (1945-2009), calciatore e giornalista sportivo
- Gündüz Tekin Onay (1942-2008), calciatore e allenatore del Beşiktaş J.K.
- Zeki Ökten (1941-2009), regista cinematografico
- Coşkun Özarı (1931-2011), calciatore e allenatore della nazionale
- Attila Özdemiroğlu (1943-2016), compositore e arrangiatore.

### R
- Türkan Rado (1915-2007), prima donna turca a insegnare giurisprudenza
- Halit Refiğ (1934-2009), regista, produttore cinematografico e sceneggiatore

### S-Ş
- Mehmet Sabancı (1963-2004), uomo d'affari
- Sakıp Sabancı (1933-2004), imprenditore e secondo uomo più ricco della Turchia
- Hasan Saka (1885-1960), politico e primo ministro
- Şükrü Saracoğlu (1887-1953) Primo ministro e presidente del Fenerbahçe S.K.
- Türkan Saylan (1935-2009), prof. medico, educatore
- Timur Selçuk (1946-2020), cantante, pianista, direttore d'orchestra e compositore[16]
- Müzeyyen Senar (1918-2015), cantante turco di musica classica
- Ömer Seyfettin (1884-1920), romanziere
- Aydan Siyavuş (1947-1998), allenatore di basket
- Meriç Soylu (1973-2012), regista
- Mümtaz Soysal (1929-2019), professore di diritto costituzionale, politologo, politico, attivista dei diritti umani, consigliere anziano, editorialista e autore[17]
- Sevgi Soysal (1936-1976), scrittrice
- Ruhi Su (1912-1985), cantante di musica popolare
- Kemal Sunal (1944-2000), attore cinematografico e comico
- Atıfet Sunay (1903-2002), moglie del quinto presidente della Turchia[18]
- Zati Sungur (1898-1984), mago da palcoscenico
- Ferhan Şensoy (1951-2021), attore, drammaturgo, regista teatrale e scrittore[19]
- Turgay Şeren (1932-2016), portiere e allenatore di calcio[20]

### T
- Naim Talu (1919-1998), economista, banchiere, politico e primo ministro
- Ali Tanrıyar (1914-2017), medico, politico, ministro del governo e presidente di club sportivi
- Safiye Ayla Targan (1907-1998), cantante donna
- Abdülhak Hâmid Tarhan (1852-1937), poeta e drammaturgo
- Necdet Tosun (1926-1975), attore
- Erdal Tosun (1963-2016), attore
- Gürdal Tosun (1967-2000), attore
- Ahmet Kutsi Tecer (1901-1967), educatore, poeta e politico
- Talat Tunçalp (1915-2017), ciclista su strada olimpionico[21]
- Yusuf Tunaoğlu (1946-2000), calciatore[22]
- Reha Oğuz Türkkan (1920-2010), scrittore

### U-Ü
- Selçuk Uluergüven (1941-2014), attore di teatro, film e serie televisive
- Nejat Uygur (1927-2013), attore, comico

### Y
- Hakkı Yeten (1910-1989), calciatore e allenatore del Beşiktaş J.K.
- Yankı Özkan Yıldırır (1972-2014), imprenditrice